# Subajchan
Subajchan (arab. صبيخان) – miasto w Syrii, w muhafazie Dajr az-Zaur. W 2004 roku liczyło 23 867 mieszkańców.